# Dhyan Chand
Dhyan Chand Bais  (ur. 28 sierpnia 1905 w Allahabadzie, zm. 3 grudnia 1979 w Delhi) – indyjski hokeista na trawie. Trzykrotny złoty medalista olimpijski.
Dhyan Chand jest uważany za najlepszego hokeistę w historii. Gry uczył się od brytyjskich oficerów. W reprezentacji Indii debiutował w 1926. Brał udział w trzech igrzyskach (IO 28, IO 32, IO 36) na wszystkich zdobywając złote medale. W latach 1947–48 nadal był gwiazdą reprezentacji ale odmówił udziału w IO 48. Był środkowym napastnikiem. Na trzech olimpiadach wystąpił w 12 meczach strzelając aż 40 goli, co daje mu średnią 3,33 goli na mecz. Jego młodszy brat Roop Singh jest również jednym z najbardziej utytułowanych hokeistów, a jego syn Ashok Kumar zdobył brązowy medal na Olimpiadzie w 1972 roku.
Ostatnie dni życia Chand spędził w zapomnieniu i biedzie. Rozwinął się u niego rak wątroby. Został wysłany do szpitala, lecz rak był już zaawansowany. Zmarł 3 grudnia 1979 roku.